# Jetty Cantor
Jetty Cantor, geboren als Henriëtte Frank (Den Haag, 16 mei 1903 - Hilversum, 23 april 1992) was een Joods-Nederlands violiste, zangeres en actrice.
Haar moeder trad veel als actrice op in Duitsland, waardoor Cantor haar jeugd daar deels doorbracht. Zij trad er op voor de Duitse radio en nam er haar eerste platen op. Zij had er meteen succes en kreeg complimenten van beroemde artiesten als Richard Tauber en Joseph Schmidt. De bekende cabaretier Willy Rosen schreef in die tijd al nummers voor haar.
In de jaren 1930 speelde zij in het Kurhaus-cabaret van Louis Davids. Ook werkte ze voor de AVRO. Daar werkte Cantor voor het eerst samen met zanger Bob Scholte. In mei 1940 werd zij vanwege haar Joods-zijn ontslagen door AVRO-directeur Willem Vogt.

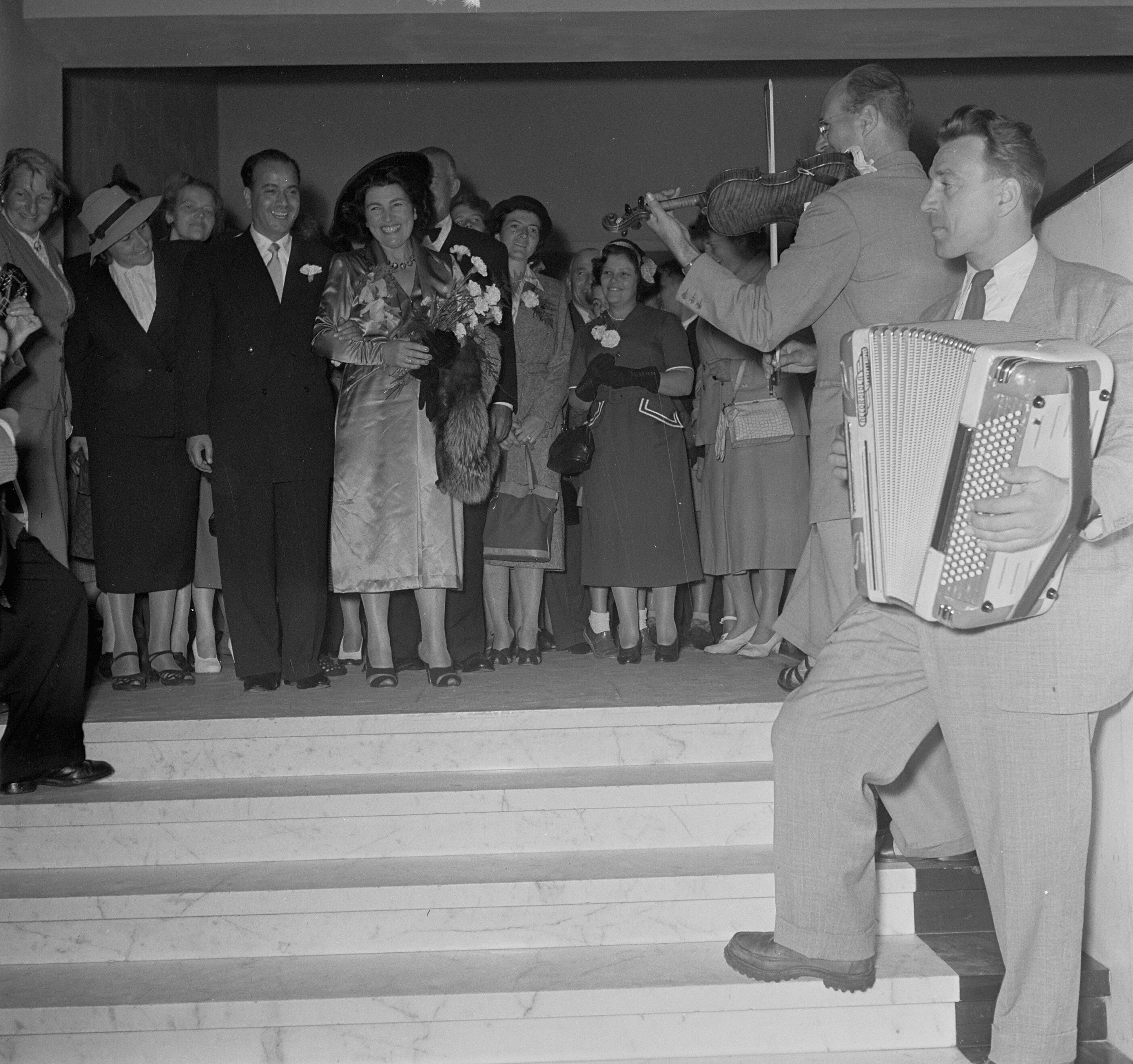
Cantor huwde in 1953 met hoorspelacteur Maarten Kapteyn

Tijdens de oorlog zat Jetty Cantor gevangen in het concentratiekamp Westerbork. Met haar zaten daar veel uit Duitsland gevluchte artiesten. De kampcommandant Gemmeker was een liefhebber van kleinkunst, zodat er regelmatig revues werden opgevoerd, en de artiesten lange tijd in het kamp bleven.
In augustus 1944 werden zij uiteindelijk op transport gesteld. Cantor kwam eerst terecht in Theresienstadt, waar zij haar zuster voor het laatst zag. Een paar maanden later werd zij afgevoerd naar Auschwitz. Daar werd zij in het orkest ingedeeld dat muziek maakte terwijl gevangenen naar de gaskamers werden geleid, maar dat weigerde zij te doen.
Ten tijde van de bevrijding was Cantor er zo slecht aan toe dat ze maanden met krukken moest lopen. In 1948 scheidde zij van haar man Mozes Cantor. Zij hertrouwde met Johannes Fresco, die onder zijn artiestennaam Maarten Kapteyn werkte als zanger, voordrachtskunstenaar en hoorspelacteur. Zij richtte haar aandacht op het toneel en vormde de Radiostad Comedie. Vanaf 1963 was ze twee seizoenen op de televisie als Saartje in de serie Swiebertje.
Jetty Cantor overleed op 88-jarige leeftijd.